# Richard von Krafft-Ebing
Richard von Krafft-Ebing (Mannheim, 14 de agosto de 1840 — Graz, 22 de dezembro de 1902) foi um psiquiatra alemão, professor de psiquiatria na Universidade de Estrasburgo. Foi pioneiro na introdução dos conceitos de sadismo, masoquismo e fetichismo no estudo do comportamento sexual humano, em sua obra Psychopathia Sexualis, publicada em 1886. Carl Jung decidiu se especializar em psiquiatra, ramo da medicina até então pouco estudado e mal visto, após ler um dos seus livros.

## Obra principal
O principal trabalho de Krafft-Ebing é Psychopathia Sexualis: eine Klinisch-Forensische Studie (Psicopatia Sexual: Um Estudo Clínico-Forense), que foi publicado pela primeira vez em 1886 e expandido em edições subsequentes. A última edição da mão do autor (a décima segunda) continha um total de 238 casos de comportamento sexual humano.
Traduções de várias edições deste livro introduziram para o português termos como "sádico" (derivado das práticas sexuais brutais retratadas nos romances do Marquês de Sade), "masoquista", (derivado do nome de Leopold von Sacher-Masoch), "homossexualidade",  "bissexualidade", "necrófilia",  e "anilingus".
Psychopathia Sexualis é um livro de referência forense para psiquiatras, médicos e juízes. Escrito em estilo acadêmico, sua introdução notava que, para desencorajar leitores leigos, o autor havia escolhido deliberadamente um termo científico para o título do livro e que havia escrito partes dele em latim com o mesmo propósito.
Psychopathia Sexualis foi um dos primeiros livros sobre práticas sexuais que estudou a homossexualidade / bissexualidade. Propôs a consideração do estado mental dos criminosos sexuais nos julgamentos legais de seus crimes. Durante seu tempo, tornou-se a principal autoridade textual médico-legal em patologia sexual.
A décima segunda e última edição de Psychopathia Sexualis apresentou quatro categorias do que Krafft-Ebing chamou de "neuroses cerebrais":
- paradoxia, excitação sexual que ocorre independentemente do período dos processos fisiológicos nos órgãos genitais
- anestesia, ausência de instinto sexual
- hiperestesia, aumento do desejo, satiríase
- parestesia, perversão do instinto sexual, ou seja, excitabilidade das funções sexuais a estímulos inadequados

O termo "heterossexual" é usado, mas não nos títulos dos capítulos ou seções. O termo "bissexualidade" aparece duas vezes na 7ª edição, e com mais frequência na 12ª.
Não há menção de atividade sexual com crianças no Capítulo III, Patologia Geral, onde as "neuroses cerebrais" (incluindo a sexualidade, as parestesias) são abordadas. Vários atos sexuais com crianças são mencionados no Capítulo IV, Patologia Especial, mas sempre no contexto de transtornos mentais específicos, como demência, epilepsia e paranoia, nunca como decorrentes de seu próprio transtorno. No entanto, o Capítulo V sobre crimes sexuais tem uma seção sobre crimes sexuais com crianças. Esta seção é breve na 7ª edição, mas é expandida na 12ª para abranger Casos Não-Psicopatológicos e Casos Psicopatológicos, em que na última subseção é usado o termo pedofilia erótica.
Krafft-Ebing considerava a procriação o propósito do desejo sexual e que qualquer forma de sexo recreativo era uma perversão do desejo sexual. "Com oportunidade para a satisfação natural do instinto sexual, toda expressão dele que não corresponda ao propósito da natureza - isto é, propagação - deve ser considerada perversa". Assim, ele concluiu que os homossexuais sofriam um grau de perversão sexual porque as práticas homossexuais não podiam resultar em procriação. Em alguns casos, a libido homossexual foi classificada como um vício moral induzido pela prática precoce da masturbação. Krafft-Ebing propôs uma teoria da homossexualidade como biologicamente anômala e originária dos estágios embrionário e fetal da gestação, que evoluiu para uma “inversão sexual” do cérebro. Em 1901, em um artigo no Jahrbuch für sexuelle Zwischenstufen (Anuário para Tipos Sexuais Intermediários), ele mudou o termo biológico de anomalia para diferenciação.
Embora o foco principal seja o comportamento sexual dos homens, há seções sobre Sadismo na Mulher, Masoquismo na Mulher e Amor Lésbico. Vários dos casos de atividade sexual com crianças foram cometidos por mulheres.
As conclusões de Krafft-Ebing sobre a homossexualidade estão agora amplamente esquecidas, em parte porque as teorias de Sigmund Freud eram mais interessantes para os médicos (que consideravam a homossexualidade um problema psicológico) e em parte porque ele incorreu na inimizade da Igreja Católica Austríaca quando associou psicologicamente o martírio (um desejo de santidade) com histeria e masoquismo.

## Trabalhos
Uma bibliografia dos escritos de von Krafft-Ebing pode ser encontrada em A. Kreuter, Deutschsprachige Neurologen und Psychiater , München 1996, Vol. 2, pp. 767-774.
- Die Melancholie: Eine klinische Studie (1874) OCLC 180728044
- Grundzüge der Kriminalpsychologie für Juristen (segunda edição, 1882) OCLC 27460358
- Psychopathia Sexualis: eine Klinisch-Forensische Studie (primeira edição, 1886)
- Die progressive allgemeine Paralyse (1894) OCLC 65980497
- Nervosität und neurasthenische Zustände (1895) OCLC 9633149